# Charles S. Moore
Charles Sumner Moore (* 8. Januar 1857 im Marion County, Oregon; † 20. Juli 1915 in Portland, Oregon) war ein US-amerikanischer Geschäftsmann, Jurist und Politiker (Republikanische Partei).

## Frühe Jahre
Charles Sumner Moore, Sohn von Margaret Octavia Meldrum und William S. Moore, wurde 1857 im Willamette Valley geboren. Seine Kindheit war vom folgenden Bürgerkrieg überschattet. Er besuchte die öffentlichen Schulen in Oregon City und Salem, bevor er auf das College ging. Von 1872 bis 1874 besuchte er die Willamette University in Salem.
Er war von 1874 bis 1877 in der Klamath Reservation in Süd-Oregon tätig. Während dieser Zeit half er 1874 seinem Vater in Klamath Falls bei der Errichtung des ersten Sägewerks in dieser Gemeinde. Nach einem kurzen Jurastudium in Portland (Oregon) kehrte er nach Süd-Oregon zurück. 1878 trat er eine Anstellung als Verkäufer im Einzelhandel an, welche er bis 1886 innehatte. In dieser Zeit heiratete er 1884 Mary L. Langell aus Jacksonville (Oregon). Das Paar bekam zwei Söhne. Von 1886 bis 1899 managte er und war Miteigentümer eines Handelsgeschäfts. Während der 1890er Jahre half er mit seinem Bruder Rufus beim Bau des ersten Elektrizitätswerks in Klamath Falls.

## Politische Laufbahn
Moore wurde 1880 zum ersten Mal zum School Clerk für den Linkville School District (heute Klamath Falls) gewählt. Danach war er als Schuldirektor tätig, bevor er die Wahl für einen Sitz im ersten Board of Trustees in der Town Klamath Falls gewann. Von 1894 bis 1898 war er Amtsrichter im Klamath County. Sein Vater war dort der erste Amtsrichter, als der County 1882 geschaffen wurde. 1896 nahm er als Delegierter an der Republican National Convention teil.
Bei den Wahlen im Jahr 1898 wurde er zum Treasurer of State von Oregon gewählt. Sein Vorgänger war der Republikaner Phil Metschan, welcher diesen Posten zwei Amtszeiten lang innehatte. Moore gewann 1902 die Wiederwahl. Er bekleidete den Posten vom 9. Januar 1899 bis zum 14. Januar 1907. Sein Nachfolger wurde der Republikaner George A. Steel. Politisch war er gegen Initiativen und Referenden, aber für den Goldstandard.

## Späte Jahre
Nach dem Ende seiner Amtszeit kehrte er zu seinen Geschäftstätigkeiten zurück. Dazu zählten Nutzholz- und Bankgeschäfte. In der Folgezeit saß er im Verwaltungsrat des Versicherungsunternehmens Oregon Life. Er und sein Bruder Rufus waren Großgrundbesitzer im Klamath County.